# David Skogman
David Skogman, född 10 november 1840 i Mouhijärvi, död 26 juli 1867 i Suodenniemi, var en finländsk präst och folklorist.
Han var son till torpare, men studerade till präst. Huvudintresset inriktade sig mot folklore och etnologi. År 1861 företog han sin första forskningsresa till Satakunta som Finska litteratursällskapets stipendiat. Resultatet trycktes i albumet Suomi (1864). Han hyste stort intresse för birkarlarna och tornedalsfinnarnas ursprung. År 1865 erhöll han nytt stipendiat till Norrbottens finnmarker. På grund av hans för tidiga död avbröts arbetet. Icke desto mindre publicerades hans torso i Suomi (1870) med titeln "Suomalaiset Ruotsissa ja Norjassa". 
Skogman deltog också i distributionen av finskspråkiga böcker, inalles 1000 verk. Han skrev även i Suometar om tornedalsfinnarnas situation. Talet om förtryck avvisades emellertid av Norrbottens-Kuriren och Nya Dagligt Allehanda.